# 프리스타일 풋볼Z
프리스타일 풋볼Z(FreeStyle Football Z)은 조이시티가 제작한 스포츠 온라인 게임이다. 프리스타일 시리즈의 4번째 시리즈이기도 하다. 2014년 5월 22일에 CBT를 시작하였다. 2014년 6월 3일 15:00(KST) 시에 OBT를 시작하였다.

## OBT
2014년 6월 3일 (화) 15:00(KST) 시에 OBT를 시작하였다.

## 기본 방식
쉽고 직관적인 조작법과 빠른 경기 흐름은 캐주얼한 축구 게임의 재미를 배가시켜주며, 각각의 캐릭터마다 보유한 능력치가 달라 유저는 자신의 특성에 맞게끔 캐릭터와 포지션을 선택하면 된다. 특히 여러 명이 팀을 구성해 경쟁하는 팀 대전 방식의 게임이기에 팀워크를 통해 축구가 가진 원초적 재미를 느낄 수 있는 것이 가장 큰 차별화 요소다. 여기에 나만의 선수를 커스터마이징해 가는 육성의 요소까지 더해져 다양한 즐거움을 경험할 수 있다.
총 4가지의 경기 모드가 준비되어 있다. 빠른 템포로 공격과 수비를 주고 받으며 언제 득점이 터질지 모르는 짜릿한 긴장감을 경험할 수 있는 풋살 모드와 풋볼 모드, 주변 친구들과 만나 자유롭게 경기를 펼칠 수 있는 친선 모드, 팀플레이에서 오는 스트레스에서 벗어나 혼자만의 플레이를 즐기고자 하는 유저를 위한 싱글 모드가 있다.

## 게임 모드
- 시즌 플레이

일반적인 프리스타일 풋볼Z의 게임모드이다.
- 싱글 플레이

AI 상대를 순차적으로 격파하는 모드이다. 올스타전을 3번 클리어 할 경우 히든 팀이 나타난다.
- 래더전

브론즈, 실버, 골드, 플레티넘, 다이아몬드, 마스터, 로드, 레전드 총 8개의 등급이 존재하며, 각 등급은 브론즈 제외 5단계로 다시 나뉜다.
이해가 어려울 경우 다음의 링크를 이용하라.
프리스타일 풋볼Z 래더 등급표

## 특성 카드 시스템
뽑기를 통해 획득 가능한 특성 카드를 자신이 보유한 캐릭터에 장착할 수 있는 시스템이다.
특성 카드를 활용해 캐릭터의 달리기 속도를 중가 시키거나 방어율을 높이는 등 다양한 전략 전술을 구사할 수 있다.

## 캐릭터
마름, 보통, 덩치 중에서 선택 가능하며, 신장도 조절이 가능하다.

## 스페셜캐릭터
기본 캐릭터와는 달리 능력치에 보너스가 부가되고, 특정 의상이 착용 가능한 특수한 캐릭터다.

## 문제점
과도한 현질을 요구하는 시스템이 문제이다. 예를 들면 특성시스템, 골드랜덤캐쉬템, 싱글플레이로 얻을수있는 골드의 수량 등 직접적으로 해본다면 체감이 오는게 여러 가지 많다.
새로업데이트되는것도 대부분 신규캐릭터이며, 카드팩등으로 신규유저의 진입장벽이 아주 높아 유저확보에 어려움이 많다.
기존 유저들도 매칭자체가 유저수가 적다보니 점차 떠나고 있는 실정이며 이에대한 대응책또한 뚜렷한 효과를 못보고 있는게 현실이다.
그럼에도 불구하고 운영진들은 게임 개선은커녕 유저를 모으기 위한 이벤트조차 변변치 않다.